# Nernier
Nernier é uma comuna francesa na região administrativa de Auvérnia-Ródano-Alpes, no departamento da Alta Saboia. Estende-se por uma área de 1.82 km². Em 2010 a comuna tinha 383 habitantes (densidade: 210,4 hab./km²).